# Bellaspira melea
Bellaspira melea é uma espécie de gastrópode do gênero Bellaspira, pertencente a família Drilliidae.